# ФК Новара
ФК Новара (итал. Novara Calcio) је фудбалски клуб из Новаре, Италија. Основан 1908, у сезони 2011/12. је по тринаести пут играо у Серији А, лигу у коју се вратио након 55 година, али је сезону завршио испадањем у Серију Б.

## Историја

### Оснивање и прва првенства
У децембру 1908. формиран је F.A.S. (Фудбалски савез студената) од стране осам ученика средње школе Карло Алберто, узраста 15-16 година; међу њима један инжењер, Ђани Канестрини, и адвокат, Пјеро Омодеји Зорини. У Новари у то време, било је других малих клубова као што су Voluntas, Pro Scalon, Ginnastica e Scherma, Forza & Speranza, Collegio Gallarini и много других студентских тела. Између 1909. и 1911. изабрани су најбољи играчи из тих клубова који су играли фудбал и формиран је фудбалски клуб Новара (Foot Ball Club Novara): дебитовао је у националном шампионату 3. новембра 1912. на домаћем терену против Торина и поражен са 2:1, Марио Менегети је постигао први гол у историји Новаре. Клуб се 1920. спојио са Unione Sportiva Novarese, који је основан 1917, задржао је плаве клупске боје и променио име у Фудбалски савез Новара (Foot Ball Association Novara).

### Четвороугао и Серија Б
Након Првог светског рата Новара је почела да бележи прве значајније резултате: 1919/20. стиже до полуфинала националног првенства, исти резултат понавља следеће сезоне, а добри резултати тих година и у наредним турнирима донели су велику популарност овом клубу и заједно са Про Верчелијем, Алесандријом и Казалом је чинио такозвани quadrilatero piemontese (четвороугао Пијемонта).
У сезони 1925/26. испада из Прве лиге, али се већ након једне сезоне враћа, где остаје све до сезоне 1928/29. Након испадања у нижи ранг, клуб је учествовао у првој сезони Серије Б (1929/30), где је провео седам узастопних сезона. 1931. је клубу било наређено да италинизује име, па је промењено у Associazione Calcio Novara; исте године је отворио терен у улици Алкароти, стадион Литорио (од 1946. градски). Новара је играла на овом терену све до јануара 1976. када је прешла на општински стадион (данашњи Силвио Пиола) у Кенеди авенији.

### Прва сезона у Серији А
На крају сезоне 1935/36., Новара завршава на првом месту у Серији Б заједно са Лукезом (по 33 бода) и оба клуба пролазе у Серију А. Међутим тим се већ након једне сезоне враћа у Серију Б, а у сезони 1937/38. је био аутор великог повратка када у последњем колу првенства побеђује главног конкурента Алесандрију, исто је поновио у плеј-офу играном у Торину, када Алесандрију побеђује са 3:2 и пролази у елитни ранг. У Серији А се овај пут задржао дуже, три сезоне, а у сезони 1940/41. само због слабије гол-разлике у односу на Лацио испада у Серију Б. 1939. Новара је стигла до финала Купа Италије, пре тога је редом побеђивала Про Верчели, СИМЕ Пополи, Модену и у полуфиналу Милан; у финалу играном 18. маја 1939. Новара је поражена са 2:1 од Амбросијана. 1944. италијански фудбал је стопиран због Другог светског рата.

### Послератни период, Силвио Пиола и испадање у Серију Ц
1947. клуб је ангажовао нападача Силвија Пиолу: његов допринос је био пресудан у освајању првог места у сезони 1947/48. Серије Б и промоцију у Серију А, где се после задржао неколико сезона. Име стадиона Новаре је 23. октобра 1997, након његове смрти 1996, промењено у стадион Силвио Пиола.
На крају сезоне 1955/56. Новара заузима претпоследње 17. место и испада у Серију Б, након осам узастопних сезона у Серији А. Повратак у нижи ранг није био лак за тим, па је у сезони 1960/61. избегао испадање у Серију Ц победивши у баражу за опстанак Трстину. Већ наредне сезоне, због лажне пријаве кривичног дела од стране играча Самбенедетезеа Новара је избачена у нижи ранг и по први пут је играла у трећој лиги. Клуб се вратио у Серију Б 1965, из које су испали три године касније, завршивши као претпоследњи у сезони 1967/68.

### Пад и препород клуба
1970. клуб се враћа у Серију Б, тада створена два млада играча Новара касније ће направити велике каријере, Фелиће Пулићи у Лацију и Ренато Закарели у Торину. На крају сезоне 1976/77. клуб испада у Серију Ц, која је од сезоне 1978/79. носила назив Серија Ц1. Исте сезоне клуб је био близу повратка у Серију Б, али због незаконите афере, претрпео је казне и дисквалификацију играча. Затим је у сезони 1980/81. по први пут испао у Серију Ц2 (четврти ранг).
Новара је имала велике потешкоће у Серији Ц2 што је кулминирало 1990. када је поражена у баражу за опстанак од Понтедера, међутим, спашена је од стране историјског ривала, Про Верчелија, који није успео преко баража да уђе у виши ранг. Следиле су године опоравка, што је довело на крају до промоције у Серију Ц1, остварено у сезони 1995/96., али због унутрашњих неслагања тадашњи председник Армани се повукао 1997, а Новара у првој сезони у Серији Ц1 заузима претпоследње место и враћа се у Серију Ц2. Уследило је пет мучних година, карактеристичним по сталним променама менаџмента, а у три сезоне (1999-2001) клуб је био веома близу испадања и то је значило сигурни пропаст система, али у сезони 2002/03. клуб је добио неочекивану промоцију у Серију Ц1 и ситуација се након тога доста стабилизовала.

### Препород Новаре од 2006. до данас
Сезона 2006/07. је завршена са одређеним спасењем, а у међувремену се десио прелазак имовине клуба из породице Реста у Де Салво, власника неколико клиника жељних да се пробију у свет фудбала.
Наредне две сезоне завршава у горњем делу табеле, 2007/08. као девети, а 2008/09. као осми у тада Лега Про Првој дивизији (Серија Ц1 преименована те сезоне).
У сезони 2009/10. дошло је до великих промена у организацији клуба, за новог спортског директора је постављен Пасквале Сенситиве, а за тренера Атиле Тезер. Клуб осваја првенство са 67 бодова, и након 30 година од последњег наступа се враћа у Серију Б, а био је непоражен све до 31. кола када га је победио Беневенто. Исте сезоне резултати у Купу Италије су били још изненађујући, када клуб стиже до четвртфинала где је поражен у гостима од Милана са 2:1, али је претходно избацио клубове Серије А као што су Парма и Сијена. У финалу сезоне 23. маја 2010. Новара је освојила Суперкуп лиге Прве дивизије, победивши Портогруаро у двомечу са 5:4 (Портогруаро-Новара 1:3; Новара-Портогруаро 2:3).
Сезону 2010/11. клуб је завршио на трећем месту у Серији Б, након што је држао водећу позицију неколико месеци и обезбедио пролазак у Серију А након што је у плеј офу победио Падову (0:0, 2:0). Новара се вратила у Серију А након 55 година од последњег учешћа у сезони 1955/56. Ипак Новара је већ у првој сезони 2011/12. завршила на претпоследњем 19-ом месту и тако се брзо вратила у Серију Б.

## Успеси
- Куп Италије
  - Финалиста (1): 1938/39.
- Серија Б
  - Првак (3): 1926/27, 1937/38, 1947/48.
- Лига Про Прва дивизија (3. ранг)
  - Првак (1): 2009/10.
- Серија Ц
  - Првак (3): 1964/65, 1969/70.

## Стадион
Дом Новаре је стадион Силвио Пиола, отворен 18. јануара 1976. након напуштања бившег општинског стадиона у улици Алкароти. У почетку се генерално звао стадион Авенија Кенеди (Viale Kennedy; по улици у којој се налазио), а око 22 године касније, 23. октобра 1997. стадион је назван по Силвију Пиолију, који је годину раније преминуо.
Стадион је до 2010. имао капацитет од само 7.500, као и проблеме са одрживости неких сектора стадиона и неиспуњавања безбедносних стандарда.
Реновација и проширење у лето 2010. (након уласка Новаре у Серију Б) је довела до замене травнате подлоге, тада у лошем стању због влажне климе, са вештачком травом (први међу теренима Серија А и Б). Тада су све трибине обновљене, проширен простор за штампу, па је капацитет стадиона након те реконструкције повећан на око 10.000.
У јуну 2011, након уласка Новаре у Серију А, почели су радови на сређивању и проширењу стадиона изградњом две трибине, а стадион ће након тога имати капацитет од 17.875. места.

## Статистика
| Ранг | Лига                   | Учешћа | Дебитовао | Последња сезона у овом такмичењу |
| ---- | ---------------------- | ------ | --------- | -------------------------------- |
| 1.   | Прва категорија        | 5      | 1912/13.  | 1920/21.                         |
| 1.   | Прва дивизија          | 5      | 1921/22.  | 1925/26.                         |
| 1.   | Национална дивизија    | 2      | 1927/28.  | 1928/29.                         |
| 1.   | Серија А               | 13     | 1936/37.  | 2011/12.                         |
| 2.   | Прва дивизија          | 1      | 1926/27.  | 1926/27.                         |
| 2.   | Серија Б               | 30     | 1929/30.  | 2012/13.                         |
| 2.   | Серија Б-Ц             | 1      | 1945/46.  | 1945/46.                         |
| 3.   | Серија Ц               | 6      | 1962/63.  | 1977/78.                         |
| 3.   | Серија Ц1              | 9      | 1978/79.  | 2007/08.                         |
| 3.   | Лига Про Прва дивизија | 1      | 2008/09.  | 2008/09.                         |
| 4.   | Серија Ц2              | 21     | 1981/82.  | 2002/03.                         |